# Crossocheilus diplochilus
Crossocheilus diplochilus är en fiskart som först beskrevs av Heckel, 1838.  Crossocheilus diplochilus ingår i släktet Crossocheilus och familjen karpfiskar. Inga underarter finns listade i Catalogue of Life.